# برامج الهندسة المدنية
تتوفر العديد من البرامج الحاسوبيّة لكل التخصّصات الفرعيّة في الهندسة المدنية، وذلك مثل الهندسة الجيوتقنية، والهندسة الإنشائية، وهندسة النقل، والهندسة الهيدروليكية، والهندسة البيئية، وإدارة المشاريع والبناء، ومسح الأراضي.

## نظرة
بدأ الاتجاه نحو استعمال برامج الحاسوب في تخصصّات الهندسة المدنية كخطوة تعليمية مهمة للمستقبل، خصوصًا في القرن الحادي والعشرين، وكنتيجة للتوسع في استخدام هذه البرامج وزيادة الطلب عليها، لم تعد هناك حاجة للعديد من المهن مثل مهنة الرسّام، والذي كان يتمّ توظيفه لرسم المخططات بشكل يدويّ، فالمهندسون اليوم يعتمدون بشكل كلي على البرامج الحاسوبية في إعداد وإدخال معلومات التصميم.
يعتمد مسح الأراضي، وهو مجموعة فرعية متخصصة في الهندسة المدنية، اعتمادًا كبيرًا على حوسبة الصناعة. ومنذ ذلك الحين بدأت الكتب الجامعيّة تضمّن في عناوينها تطبيقات البرمجيات للطلاب وذلك لاكتساب خبرة التعامل مع هذه البرامج.

## تصميم البينة التحتية
من التخصصات الفرعية الأخرة في الهندسة المدنيّة: تصميم البنية التحتية، والذي يعتمد بشكل كبير على تقدير للأحمال، والضغط، ومقدار الصرف والتدفق. وقد حاولت بعض شركات البرمجيات توفير برامج تصميمية تخدم مختلف مجالات تصميم البنية التحتية بطريقة متكاملة.
عند وضع خطّة لمرحلة التشييد والبناء، تُستخدم أساليب مختلفة لإدارة المشاريع وذلك لتقدير عدّة عوامل مثل التكلفة والجدول الزمني وطلبيات الموارد. وتعتمد البرامج المختلفة على صيغ ونظريات مختلفة كأساس لهذه الحسابات.

## الصيانة
لا يستخدم المهندسون المدنيّون البرامج بغرض تصميم البنية الأساسية للموقع فحسب، بل أيضًا لأغراض الصيانة والمتابعة. حيث أنه في الفترة الأخيرة من عام 2011، تم إصدار عدّة برامج تتيح للمهندس مراقبة الجسور من أجل التشققات، فضلاً عن شبكات توزيع المياه للمواسير الخفية من خلال استخدام أجهزة الاستشعار المثبتة. وساهم ذلك بشكل كبير في تخفيف التكاليف خصوصًا تكاليف المهندسين والأشخاص الذي كانوا يكلفون بمتابعة المباني.

## الهندسة الهيدروليكية
تهتم الهندسة الهيدروليكية باعتبارها تخصصًا فرعيًا للهندسة المدنية بتدفق ونقل الموائع، خاصةً المياه والصرف الصحي، وتتمثل إحدى ميزات هذه الأنظمة في الاستخدام المكثف للجاذبية كقوة دافعة للتسبب في حركة الموائع. يرتبط هذا المجال من الهندسة المدنية ارتباطًا وثيقًا بتصميم الجسور والسدود والقنوات، وكذلك الهندسة الصحية والبيئية.